# Alopecurus apiatus
Alopecurus apiatus là một loài thực vật có hoa trong họ Hòa thảo. Loài này được Ovcz. mô tả khoa học đầu tiên năm 1934.